# Storia di Maria
Storia di Maria (Mary) è un film del 2024 diretto da D.J. Caruso.

## Trama
Un uomo di nome Gioacchino da oltre vent'anni decide di isolarsi nel deserto per espiare le sue colpe di non aver potuto concepire un figlio. Sua moglie Anna prega da tempo di rimanere incinta.

## Distribuzione
Il film è stato distribuito sulla piattaforma Netflix dal 6 dicembre 2024.